# Chrysobothris shiwakii
Chrysobothris shiwakii es una especie de escarabajo del género Chrysobothris, familia Buprestidae. Fue descrita científicamente por Miwa & Chujo en 1935.